# Чильтепек-тлакоацинтепекский чинантекский язык
Чильтепек-тлакоацинтепекский чинантекский язык (Chiltepec-Tlacoatzintepec Chinantec) — чинантекский язык, который делится на две разновидности: чильтепекский и тлакоацинтепекский, распространённые на севере штата Оахака в Мексике.

## Диалекты
- Тлакоацинтепекский диалект (Chinanteco del noroeste, Tlacoatzintepec Chinantec) распространён в муниципалитетах Сан-Педро-Альянса, Сан-Хуан-Баутиста-Тлакоацинтепек, Сан-Хуан-Сапотитлан и Сантьяго-Кецалапа штата Оахака. Письмо на латинской основе.
- Чильтепекский диалект (Chiltepec Chinantec) распространён в муниципалитете Сан-Хосе-Чильтепек штата Оахака. Письменности не имеет.